# Sphecodes melanopus
Sphecodes melanopus är en biart som beskrevs av Carlos Schrottky 1906. Sphecodes melanopus ingår i släktet blodbin, och familjen vägbin. Inga underarter finns listade i Catalogue of Life.